# بابک خرمدین (کتاب)
بابک خرمدین عنوان کتابی است که سعید نفیسی در سال ۱۳۳۰ منتشر کرده‌است

## فصل‌ها

کتاب بابک خرمدین با جلد قرمز رنگ

1. جنبش‌های ایرانیان
2. بابک خرمی
3. جنبش بابک
4. آغاز کار خرمدینان
5. پایان کار خرمدینان
6. خرمدینان
7. جاویدان پسر شهرک
8. سرزمین خرمدینان
9. بابک و سرزمین وی
10. کامروایی بابک
11. زد و خوردهای بابک
12. آغاز جنگ‌های بابک
13. جنگ‌های ۲۰۴–۲۱۱
14. جنگ‌های سال ۲۱۲
15. جنگ‌های سال ۲۱۴
16. جنگ‌های سال ۲۱۷ و ۲۱۸
17. جنگ‌های سال ۲۱۹
18. جنگ‌های سال ۲۲۰
19. جنگ‌های زمان معتصم
20. جنگ‌های بابک و افشین
21. جنگ‌های سال ۲۲۱
22. جنگ‌های سال ۲۲۲
23. سرانجام بابک در آذربایجان
24. سبب گرفتاری و کشته شدن بابک